# Đắk Hòa
Đắk Hòa là một xã thuộc huyện Đắk Song, tỉnh Đắk Nông, Việt Nam.

## Địa lý
Xã Đắk Hòa nằm ở phía đông bắc huyện Đắk Song, có vị trí địa lý:
- Phía đông giáp xã Đắk Môl và huyện Krông Nô
- Phía tây giáp xã Thuận Hạnh và huyện Đắk Mil
- Phía nam giáp các xã Nam Bình, Nâm N'Jang và huyện Đắk Glong
- Phía bắc giáp huyện Đắk Mil và xã Đắk Môl.

Xã có diện tích 115,09 km², dân số năm 2006 là 3.070 người, mật độ dân số đạt 27 người/km².

## Hành chính
Xã Đắk Hòa được chia thành 4 thôn: Đắk Hòa, Đắk Sơn, Rừng Lạnh, Tân Bình.

## Lịch sử
Xã Đắk Hòa được thành lập vào ngày 22 tháng 11 năm 2006 trên cơ sở điều chỉnh 11.509 ha diện tích tự nhiên và 3.070 người của xã Đắk Môl.
Ngày 30 tháng 9 năm 2019, Hội đồng Nhân dân tỉnh Đắk Nông ban hành Nghị quyết 24/NQ-HĐND về việc:
- Sáp nhập thôn Tân Bình 1 và thôn Tân Bình 2 thành thôn Tân Bình
- Sáp nhập thôn Đắk Hòa 1 và thôn Đắk Hòa 2 thành thôn Đắk Hòa
- Sáp nhập thôn Đắk Sơn 2 và thôn Đắk Sơn 3 thành thôn Đắk Sơn.